# Andreas Andrej Peters
Andreas Andrej Peters (* 19. September 1958 in Tscheljabinsk-Ural (UdSSR)) ist ein deutscher Schriftsteller aus Russland, der in Deutschland lebt und in deutscher und russischer Sprache schreibt und übersetzt.

## Leben
Die Eltern und Großeltern von Peters kommen ursprünglich aus der Ukraine, wurden im Zuge der Revolution, der Bürgerkriege und der Kollektivierung nach Sibirien deportiert und während des Zweiten Weltkriegs als „Faschisten“ in den Ural verbannt. Im Jahr 1961 zogen die Eltern über Kasachstan nach Kirgisistan.
Mit dem Schreiben begann Peters mit 12 Jahren in einer Untergrundkirche. Für die Sonntage schrieb er Gedichte und präsentierte sie in den Gottesdiensten. Als er 19 Jahre alt wurde, wanderten die Eltern mit den Kindern nach Deutschland aus. Peters arbeitete in der Metallindustrie und studierte anschließend Evangelische Theologie, Philosophie und Krankenpflege in der Schweiz, Gießen und Frankfurt am Main 1984–1994. Master of Divinity. Er arbeitete als Pastor in Bad Reichenhall und Bötzingen (bei Freiburg im Breisgau), als Seelsorger und Krankenpfleger auf einer Leukämie-Intensivstation an der Uniklinik Gießen. Als Gastdozent an einer Bibelschule in Bischkek, Kirgistan, und an der Christlichen Universität in St. Petersburg. Peters war zuletzt diplomierter Gesundheitspfleger in der Neurologischen Uniklinik Salzburg. Peters ist Verfasser von Gedichten, Erzählungen, Predigten, Liedern und hat Texte von Ossip Mandelstam übersetzt.
Er lebt in Laufen (Bayern).
Die Gedichte von Peters wurden ins Russische, Tschechische, Türkische, Englische übersetzt.
Er ist Mitglied der Salzburger Autorengruppe (SAG), des Literaturkreises der Deutschen Autoren aus Russland und der Künstlergilde Esslingen.

## Werke
Lyrik
- Einspruch, Euer Ehren! Gedichte. Paderborn 2001, ISBN 3-934969-11-9.
- Dichten und Trachten. Gedichte. Paderborn, 2002, ISBN 3-934969-34-8.
- Atemwege und Speiseröhren. Gedichte (Geest-Verlag, 2005), ISBN 3-937844-81-3.
- Hinterm Kreuz die Lichtung. Gedichte, Predigten (Geest-Verlag, 2007), ISBN 3-86685-060-3.
- Der Frost stellt Bilder aus. Gedichte (Poesie 21 im Verlag Steinmeier, 2008), ediert von Anton G. Leitner, „DAS GEDICHT“, ISBN 978-3-939777-30-4.
- Halleluja Hallelunein. Gregorianische Gesänge in der Nacht. Lieder, Segnungen, Gebete in der Bibel (Geest-Verlag, 2010), ISBN 978-3-86685-234-1.
- Die Brennnesselschlafwandlerin. Lyrik im Bild (edition innsalz, 2012), ISBN 978-3-902616-69-2.
- Verteidigung der Gedichte. Gedichte (Bibliothek der Provinz, 2014), ISBN 978-3-99028-321-9.
- Aus Wanderungen. Gedichte (Rote Zahlen Verlag, 2014), ISBN 978-3-944643-45-8.
- Pentecoste. Geistliche MiniaTüren (Echter Verlag, Würzburg, 2015), ISBN 978-3-429-03794-9.
- Mitteilungen einer Saatkrähe. Gedichte (Brot & Kunst Verlag, 2017), ISBN 978-3-943292-69-5.
- Rum & Ähre. Gedichte (chiliverlag, Verlag, 2018), ISBN 978-3-8107-0304-0.
- Orchester der Hoffnung unter der Leitung der Liebe. Gedichte & Lieder (Bernardus-Verlag, Aachen, 2019), ISBN 978-3-8107-0304-0.
- Ein Fest auf unsrer Straße. Gedichte (edition offenes feld, Dortmund, 2021), ISBN 978-3-7534-5853-3.
- Hotel zur ewigen Lampe. Gedichte (Limbus-Verlag, Innsbruck-Wien, 2022), ISBN 978-3-99039-230-0.
- Liebe & Hunger. Ein Leningrader Poem. Wasser schöpfen im Schwarzen Meer mit einem Flügel. Gedichte gegen den Krieg. Doppelband (edition offenes feld, Dortmund, 2023), ISBN 978-3-7583-0172-8.

Erzählungen
- Einmischung in innere Angelegenheiten. Erzählungen (BMV Verlag Robert Burau, 2001), ISBN 3-935000-15-4.
- Menschenskinder. Erzählungen und Gedichte (Geest-Verlag, 2006), ISBN 978-3-86685-030-9.
- Legion. Literarische Aufzeichnungen aus einem Irrenhaus. 1940–1947 (Bibliothek der Provinz, 2012), ISBN 978-3-86685-030-9.
- Zersetzungen. Geschichten (edition innsalz, 2013), ISBN 978-3-902616-90-6.
- Dreh dich doch um, Sulamith. Liebesgedichte und Liebesgeschichten. (edition-iquarius im Verlag Rote Zahlen, 2015), ISBN 978-3-944643-64-9.
- Jesus ist in Salzburg geboren. Gedichte & Geschichten (INNSALZ Verlag, 2017), ISBN 978-3-903154-24-7.
- Finita la Comedia. Erzählungen (Bibliothek der Provinz, 2022), ISBN 978-3-99126-158-2.
- LEGION. Literarische Aufzeichnungen aus einem Irrenhaus 1940–1947. Erweiterte Neuausgabe (edition offenes feld, Dortmund, 2023), ISBN 978-3-7347-9839-9.

## Übersetzungen
- Неопалимая купина. Стихи. Russisch-Deutsche Gedichte (Unsere Welt Verlag, 2010), ISBN 978-3-00-032348-5.
- Der STEIN verneint das Joch des Staubes. Ossip Mandelstam. Aus dem Russischen von Andreas A. Peters (edition offenes feld, Dortmund, 2021), ISBN 978-3-7534-7973-6.
- TRISTIA oder Zehn Himmel kostete uns diese Frosterde. Ossip Mandelstam. Aus dem Russischen von Andreas A. Peters (edition offenes feld, Dortmund, 2024)

Kinderbücher
- Kinder, Narren und die Wahrheit. Kindergeschichten (Verlag Concepcion Seidel, 2005), ISBN 3-933750-66-0.
- С ума сшествие на сердце. Стихи для детей. Gedichte für Kinder in Russisch (Unsere Welt Verlag, 2012)
- Du bist schwer in Ordnung, Hannah. Kindergedichte und Lieder über Gott und die Welt. (BKDR-Verlag. Nürnberg, 2022), ISBN 978-3-948589-19-6.

Russisch
- чтоб нёбо стало небом. Стихи с припевом. Gedichte. 2023. edition rossija. Hrsg. vom Literaturkreis der Deutschen aus Russland, ISBN 978-3-948730-07-9.

## Preise
- 2001: Preis des Lebens, Internationaler deutschsprachiger Literaturpreis
- 2014: Lyrikpreis deutscher Autoren aus Russland
- 2015: Jurypreis Hochstadter Stier
- 2019: SCIVIAS – Katholischer Literaturpreis (Hauptpreis) des Bistums Limburg
- 2019: Lyrikpreis des Verbandes katholischer Schriftsteller Österreichs
- 2020/21: Werkstipendium des Deutschen Literaturfonds
- 2022: Irseer Pegasus Autorenpreis
- 2022: Literaturstipendium des Freistaates Bayern
- 2022: Bad Godesberger Literaturpreis